# Flughafen Reconquista

i7
i11
i13
Der Flughafen Reconquista (offiziell: Aeropuerto Daniel Jukic) ist ein argentinischer Flughafen nahe der Stadt Reconquista in der Provinz Santa Fe. Der Flughafen wurde 1945 als Station der III. Brigade der argentinischen Luftwaffe gebaut, wird seit neuerem aber auch für zivile Flüge genutzt. Zunächst wurde der Flughafen von LAER angeflogen, seit 2019 von Flyest.
Neben der Nutzung als ziviler Verkehrsflughafen wird er als Militärflugplatz genutzt. Der argentinischen Luftwaffe dient die im nördlichen Bereich gelegene Base Aérea Militar Reconquista als Stützpunkt der III. Luftbrigade.

## Militärische Nutzung
Die Militärbasis dient seit März 1949 als Heimat III Brigada (1951 in III Brigada Aérea umbenannt) der FAA. Ihr unterstehen zwei fliegende Staffeln, Escuadrónes. Sie sind mit leichten Schlacht- bzw. Tiefangriffsflugzeugen EMB-312 bzw. Helikoptern und Verbindungsflugzeugen ausgerüstet.

## Fluggesellschaften und Flugziele
| Fluggesellschaft      | Ziele                               |
| --------------------- | ----------------------------------- |
| Aerolineas Argentinas | Buenos Aires-Jorge Newbery, Rosario |
| Quellen:              |                                     |